# 呂濬
呂濬，浙江平湖人，明朝政治人物。同进士出身。

## 生平
呂濬為萬曆四十三年（1615年）乙卯科順天府鄉試第四十一名舉人，四十四年（1616年）联捷丙辰科三甲九十名進士。都察院觀政，同年接替邹人昌任上海县知县一职，1618年由郝字接任。
天啓二年（1622年）改任府儒學教授，本年升國子監博士，三年升工部营缮司主事，五年加升太仆寺少卿，管大工，本年闲住。

## 家族
曾祖吕宽。祖父吕琇。父吕銘。